# 구마가와역
구마가와역(일본어: 熊川駅)은 일본 도쿄도 훗사시에 위치한 동일본 여객철도 이쓰카이치 선의 철도역이다. 단선 승강장 1면 1선의 구조를 갖춘 지상역이다.

## 이용 현황
| 승차 인원 추이 | 승차 인원 추이 |
| 연도           | 1일 평균       |
| -------------- | -------------- |
| 1992           | 885            |
| 1993           | 1,337          |
| 1994           | 1,658          |
| 1995           | 1,642          |
| 1996           | 1,581          |
| 1997           | 1,546          |
| 1998           | 1,537          |
| 1999           | 1,443          |
| 2000           | 1,248          |
| 2001           | 1,303          |
| 2002           | 1,338          |
| 2003           | 1,420          |
| 2004           | 1,484          |
| 2005           | 1,496          |
| 2006           | 1,487          |
| 2007           | 1,521          |
| 2008           | 1,539          |
| 2009           | 1,498          |
| 2010           | 1,477          |
| 2011           | 1,438          |
| 2012           | 1,425          |
| 2013           | 1,408          |

## 역 주변
- 동일본 여객철도 오메 선 우시하마역
- 훗사시 복지 센터

## 역사
- 1931년
  - 5월 28일 : 이쓰카이치 철도의 정류장으로서 즉설 노선상에 개업. 여객 영업만.
  - 10월 30일 : 정거장으로 승격.
- 1940년 10월 3일 : 이쓰카이치 철도의 난부 철도로의 합병에 의해, 그 회사의 역이 됨.
- 1944년 4월 1일 : 난부 철도의 전시 매수 사철 지정에 의한 국유화에 의해, 국철 이쓰카이치 선의 역이 됨.
- 1962년 11월 19일 : 하이지마 방향으로 0.2km 이전, 거리 개정.
- 1987년 4월 1일 : 일본국유철도 분할 민영화에 의해, 동일본 여객철도가 승계.
- 2001년 11월 18일 : IC 카드 Suica 공용 개시.
- 2015년 4월 1일 : 종일 무인화로 전환.

## 인접 역
| 동일본 여객철도 이쓰카이치 선 | 동일본 여객철도 이쓰카이치 선 | 동일본 여객철도 이쓰카이치 선      |
| ----------------------------- | ----------------------------- | ---------------------------------- |
| 하이지마 하이지마 방면        | ■ 이쓰카이치 선               | 히가시아키루 무사시이쓰카이치 방면 |